# Rhynchina tinctalis
Rhynchina tinctalis là một loài bướm đêm trong họ Erebidae.